# Mohamed Salah
Mohamed Salah Hamed Mahrous Ghaly (egyptisk arabisk: محمد صـلاح حامد محروس غالي, født 15. juni 1992 i Basyoun) også kendt som Mo Salah, er en egyptisk fodboldspiller, der spiller som kantspiller eller angriber. Han spiller for Premier League klubben Liverpool F.C. og er anfører for Egyptens landshold. Han betragtes som en af de bedste spillere i verden og blandt de største afrikanske spillere gennem tiden, og han er kendt for sin afslutningsevne, driblinger og fart.
Salah skiftede til Liverpool i 2017 hvor han har opnået stor succes. Således blev Salah udnævnt til Årets fodboldspiller i Afrika i 2017  og BBC African Footballer of the Year  som han har vundet to gange i træk, 2017-2018. I hans debutsæson for Liverpool blev han tre gange kåret til Premier League Player of the Month for november 2017, februar 2018 og marts 2018. Dermed slog han rekorden for flest månedens spiller-kåringer i én sæson. Samtidig blev Salah i sin debutsæson for Liverpool kåret som årets spiller i Premier League for sæsonen 2017-18.
I sin første sæson satte han rekorden for flest mål scoret i Premier League (32) i en 38-kamps sæson og hjalp Liverpool til finalen i UEFA Champions League 2018. Salah fortsatte med at være en afgørende spiller i klubbens Champions League og Premier League-titler i de følgende to sæsoner og har siden også vundet FA Cup og League Cup. Salah har opnået talrige individuelle priser, herunder to PFA Players' Player of the Year-awards, tre Premier League Golden Boots, Premier League Player of the Season, Premier League Playmaker of the Season og blev nr. 3 i Best FIFA Men's Player i 2018 og 2021. Han modtog FIFA Puskás Award i 2018 for sit vindende mål i den første Merseyside-derby i sæsonen 2017-18.
På internationalt niveau repræsenterede Salah Egypten på ungdomsniveau, før han debuterede på seniorsiden i 2011. Efter hans præstationer ved Sommer-OL 2012 blev han kåret som CAF's mest lovende afrikanske talent i året. Siden da har han været næstbedste målscorer i 2017 og 2021 Africa Cup of Nations og var topscorer under CAF-kvalifikationen, da Egypten kvalificerede sig til FIFA World Cup 2018. Salah blev kåret som CAF African Footballer of the Year (2017 og 2018), BBC African Footballer of the Year (2017 og 2018) og blev udvalgt til holdet i 2017 Africa Cup of Nations, 2021 Africa Cup of Nations og CAF Team of the Year ved flere lejligheder.

## Klubkarriere

### El Mokawloon
Salah startede sin karriere med El Mokawloon. Her scorede han 11 mål i 38 kampe.

### Basel
Efter Port Said Stadium optøjerne organiserede FC Basel en venskabskamp mod Egyptens U/23-landshold. Kampen fandt sted 16. marts på Stadion Rankhof i Basel, og Salah scorede to gange. Efterfølgende blev han inviteret til prøvetræning i klubben, og d. 10. april 2012 blev det offentliggjort, at Salah havde skrevet under på en 4-årig kontrakt med Basel.
Han skiftede dermed til Basel i sommeren 2012, hvor han opnåede stor succes i de efterfølgende to sæsoner. Han var med til at vinde den schweiziske Super League i sin første sæson i klubben, og han blev udpeget som Afrikas mest lovende talent i 2012. Bl.a. scorede Salah i september 2013 ude mod Chelsea i en 2-1 sejr i Champions League gruppespillet, og i det omvendte opgør scorede han igen, da Basel vandt 1-0 over Chelsea.

### Chelsea
I januar 2014 skiftede Salah til Chelsea for £11 millioner. Salah blev dermed den første egypter på kontrakt i Chelsea. Han spillede sin første kamp for klubben 8. februar 2014 som indskifter i en 3-0 sejr over Newcastle United, og hans første mål for klubben kom 22. marts 2014, da han som indskifter scorede i 6-0 sejren over ærkerivalerne fra Arsenal.
I Chelsea opnåede Salah dog aldrig den store succes, og han blev efterfølgende udlånt til ACF Fiorentina og til A.S. Roma, før han efterfølgende skiftede permanent til Roma.

### Roma
Forud for sit permanente skifte til Roma var Salah udlånt til Roma i i sæsonen 2015-16. Her scorede han 15 gange og havde 9 målgivende afleveringer i 42 kampe. Hans præstationer overbeviste klubledelsen i Roma om at købe ham permanent, og i sommeren 2016 købte Roma således Salah fra Chelsea.
Sæsonen 2016-17 blev også en stor succes for Salah, der scorede 19 gange og lagde op til 15 mål i 41 kampe. Bl.a. scorede han et hattrick 6. november 2016 i en 3-0 sejr over Bologna.

### Liverpool

#### 2017-18 sæsonen
22. juni 2017 offentliggjorde Liverpool F.C., at de havde købt Salah i A.S. Roma for en sum på £35 millioner, som kunne løbe op i £39 millioner, på daværende tidspunkt klubrekord. Salah scorede allerede i sin debutkamp for klubben i en 3-3 kamp mod Watford F.C. 12. august 2017.
I sin første sæson for Liverpool blev Salah den Liverpool-spiller, der hurtigst af alle i historien scorede 20 Premier League-mål (26 kampe).
17. marts 2018 scorede Salah fire mål og lagde op til det sidste mål i en 5-0 sejr over Watford, hvilket var hans første hattrick for Liverpool og samtidig det første egyptiske hattrick i Premier League. De fire mål betød, at Salah dermed foreløbigt havde scoret hele 36 mål i sin første sæson for klubben, hvilket var mere end nogen anden spiller i klubbens historie.
Salah blev i 2017 udnævnt til Årets fodboldspiller i Afrika og BBC African Footballer of the Year. I sin debutsæson for Liverpool blev han tre gange kåret til Premier League Player of the Month: november 2017 samt februar og marts 2018, hvilket blev fulgt op af titlen som årets spiller i Premier League for sæsonen 2017-18. Derudover vandt Salah også PFA Player of the Year for sæsonen 2017–18.
Søndag 13. maj scorede Salah sit 32. ligamål i blot 36 kampe og slog dermed rekorden for flest Premier League-mål i én sæson.
Sammen med Liverpool spillede Salah sig til Champions League-finalen, hvor det endte med et 3-1 nederlag til Real Madrid, og Salah måtte udgå i første halvleg med en skade. I alt endte Salah med at score 44 gange i 52 kampe for Liverpool, og dermed cementerede han en imponerende debutsæson for Liverpool.

#### 2018-19 sæsonen
Tekst mangler, hjælp os med at skrive teksten

## Landshold
Salah har spillet på det egyptiske A-landshold siden sin debut 3. september 2011 og har desuden deltaget i U/20 VM i fodbold 2011 og OL 2012. Han scorede sit første mål for Egypten i en 3-0-sejr over Niger i oktober 2011. Salah scorede sit første hattrick for landsholdet 9. juni 2013 i en 4-2 sejr ude mod Zimbabwe.
Ved kvalifikationen til VM 2018 i Rusland blev Salah topscorer for Egypten med sine fem mål, heriblandt to mål mod Congo i en afgørende 2-1 sejr, hvoraf det sidste mål blev scoret på straffespark i det sidste minut af kampen. Målet var dermed med til at sende Egypten til VM-slutrunden for første gang siden 1990.
Ved VM-slutrunden i Rusland var Salah kun akkurat spilleklar igen efter skaden i Champions League-finalen, men han scorede to gange; én gang mod Rusland og én gang mod Saudi Arabien. Begge kampe endte dog i nederlag, og Egypten gik ikke videre fra den indledende runde.

## Privat liv
Mohammed Salah er troende muslim. Han er blandt andet kendt for at indtage den muslimske bedeposition sajda efter sine scoringer.
Salah og hans kone, Maggi, blev gift i 2013. Deres datter, Makka, blev født i 2014 og er opkaldt til ære for den islamiske hellige by Mekka. Salah har også en anden datter, Kayan, som blev født i 2020. Han har fortalt CNN, at "det er noget som at bede eller takke Gud for det, jeg har modtaget, men ja, det er bare at bede og bede om en sejr. Jeg har altid gjort det, siden jeg var ung, overalt."
Salah nyder at spille fodbold på sin PlayStation og har spøgefuldt indrømmet, at "Salah i videospillet er stærkere end den virkelige Salah." Han har også afsløret, at hans yndlingsmad er kushari, en egyptisk arbejderklasse-ret, som normalt er lavet af ris, pasta og linser og toppet med forskellige valgmuligheder, herunder krydrede tomater, kikærter og løg.
Under det egyptiske præsidentvalg i 2018 involverede en stor mængde ugyldige stemmesedler, muligvis mere end en million, at vælgerne streger begge navne ud og i stedet skrev Salahs navn.
I november 2020 testede Salah positiv for COVID-19.

## Hæder og priser

### Klub
Basel
- Schweiziske Super League: 2012-13

Chelsea
- Premier League: 2014–15
- League Cup: 2014-15

### Egypten
- African Youth Championship (Bronze): 2011
- Africa Cup of Nations (Sølv): 2017

### Personlig
- Årets fodboldspiller i Afrika: 2017 [6]
- BBC African Footballer of the Year: 2017 [7]
- Arab Footballer of the Year: 2013, 2017 [24]
- UAFA Golden Boy: 2012
- SAFP Golden Player: 2013
- Roma Player of the Season: 2015–16
- Globe Soccer Best Arab Player of the Year: 2016
- CAF Team of the Year: 2016, 2017
- CAF Most Promising Talent of the Year: 2012
- CAF Africa Cup of Nations Team of the Tournament: 2017
- Premier League Player of the Month: November 2017, [25] Februar 2018 [26], Marts 2018[16]
- PFA Player of the Month: November 2017, [27]December 2017, [28] februar 2018[29]
- PFA Player off the Year 2017–18